# Run Run Shaw
Run Run Shaw, GBM, CBE (Ningbo, 23 de novembro de 1907 - Hong Kong, 7 de janeiro de 2014), também conhecido como Shao Yifu e Siu Yat-fu, era um magnata e filantropo de entretenimento de Hong Kong. Foi uma das figuras mais influentes da indústria de entretenimento asiática. Fundou o Shaw Brothers Studio, uma das maiores produtoras cinematográficas de Hong Kong, e a TVB, a companhia de televisão dominante em Hong Kong.
Um conhecido filantropo, Shaw doou bilhões de dólares de Hong Kong para instituições educacionais em Hong Kong e na China continental. Mais de 5.000 edifícios em campi universitários chineses levam seu nome, assim como o Shaw College da Universidade Chinesa de Hong Kong. Também estabeleceu o Prêmio Shaw de Astronomia, Ciências da Vida e Medicina e Ciências Matemáticas.

## Honras
Em 1964, após a descoberta de um pequeno asteróide do cinturão principal entre Marte e Júpiter, os astrônomos chineses do Observatório da Montanha Púrpura o chamaram "2899 Runrun Shaw" em homenagem a Shaw.
Em 1974, Run Run Shaw foi nomeado Comandante da Ordem do Império Britânico (CBE). Ele recebeu o título de Cavaleiro Celibatário em 1977 da Rainha Isabel II do Reino Unido e a Medalha Grand Bauhinia (GBM) do governo de Hong Kong em 1998.
Ele foi premiado com um grau honorário de Doutor em Ciências Sociais pela Universidade Chinesa de Hong Kong em 1981 por sua contribuição para a universidade e comunidade. [42] Em 1984, ele foi premiado com um grau honorário de Doutor em Direito pela Universidade de Hong Kong para honrar uma contribuição notável para as artes visuais aplicadas, bem como para os desenvolvimentos comunitários e culturais.
Em 2007, coincidindo com seu 100º aniversário, ele foi homenageado com o Lifetime Achievement Award no Prêmio Cinematográfico de Hong Kong.
Em 2013, Sir Run Run recebeu o Prêmio Especial BAFTA por sua excelente contribuição ao cinema.